# Grenier à sel d'Avignon
Datant du XIVe siècle, le grenier à sel, ancien lieu de stockage du sel, est situé au cœur de la ville d’Avignon. Faisant partie des plus anciens bâtiments de la ville, il rappelle par son architecture et son implantation face au Rhône l’importance du sel dans la société de l’Ancien Régime.
Aujourd’hui, le grenier à sel, en tant que lieu consacré à la rencontre entre art et innovation, propose une programmation pluridisciplinaire dans le champ des arts visuels et des arts vivants. Il est possible, dans cet espace d’hybridation et d’effervescence culturelle, d’assister ou de participer à des expositions, performances, spectacles, ateliers, rencontres…

## Histoire
Entre la Porte de la Ligne et la Porte Saint Joseph, le Grenier à sel est situé le long des remparts de la ville. À proximité immédiate du Palais des Papes et du Pont d'Avignon ce bâtiment a connu plusieurs vies, sans jamais disparaître.
Son origine remonte à 1363 sous la forme d’un premier bâtiment de stockage du sel construit au même emplacement. Le sel, comme denrée vitale jusqu'au XIXe siècle, faisait l’objet depuis le Moyen Âge d'un monopole royal. Les villes tiraient d’importants revenus de son commerce et le Roi, sous l’Ancien régime, prélevait ses richesses en se servant directement sur la production du pays. Le Grenier à sel servait donc à entreposer du sel pour qu'y soit prélevée la gabelle, un impôt aboli juste après la Révolution française, en 1790 mais définitivement supprimé en 1945.
C’est après une histoire rythmée par des démolitions et reconstructions, que le grenier à sel connaît son dernier remaniement, en 1758, sous la direction de l’architecte Jean-Ange Brun, qui signa quelques années auparavant la Chapelle de l’Oratoire à Avignon.
À l’instar de nombreux greniers à sel en France, ce bâtiment fut vendu après la révolution comme bien national à des particuliers. Ce lieu classé monument historique en 1984, est réhabilité tel qu’on le connaît désormais par l’architecte Jean-Michel Wilmotte en 1989.
L’architecte reçut à cette occasion le Prix “ Europa Nostra ”, distinguant une des opérations de restauration du patrimoine européen les plus remarquables.
Repris en 2018 par le Fonds de dotation EDIS, l’ancien grenier à sel prend le nom d’Ardenome et propose dès lors une programmation pluridisciplinaire dans le champ des arts visuels et des arts vivants, au croisement des liens entre art, science et technologies.
Lieu hautement symbolique, le grenier à sel par son nom et son ancienne fonction, nous rappelle l’importance du sel dans la vie économique de la cité. Le rôle de ce bâtiment est alors mis en valeur en 2021, lorsque l’Ardenome redevient Le Grenier à sel. Ce changement d’identité reflète la volonté d’un retour à l’appellation historique de ce monument emblématique d’Avignon et valorise la richesse de la rencontre entre la création contemporaine et le patrimoine.

## Activité du lieu
La première restauration a permis une réutilisation exemplaire et respectueuse du monument, en salle de vente pour un commissaire priseur. L'urbaniste et designer français Jean-Michel Wilmotte,  qui en a conçu les aménagements, et avait exprimé comme suit la philosophie qui l'animait : « la légitimité, c'est-à-dire l'adéquation d'un édifice aux besoins de ses utilisateurs, à leur mode de vie, de travail, à la civilisation du lieu et à son climat, au système économique d'une province ». C’est ainsi, que le Grenier à sel se démarque par son architecture mélangeant moderne et ancien.
Le Grenier à sel est aujourd'hui un lieu artistique et culturel, pensé comme un espace d’hybridation et d’effervescence culturelles. Ce lieu explore les nouveaux périmètres de création, ceux qui reposent sur la forte perméabilité entre art, science et technologies. Le Grenier à sel encourage de nouvelles modalités de collaboration entre les artistes, les chercheurs et les acteurs économiques, permettant ainsi la production d’œuvres originales qui éclairent notre compréhension du monde actuel et de ses mutations. 
Rythmée par de nombreuses manifestations et évènements artistiques, la programmation du Grenier à sel offre aux artistes, aux partenaires et aux publics une plateforme d’émotion et de réflexion, pour inventer et rêver le monde de demain.
Ce lieu culturel consacré à l’art et à l’innovation est gratuit et accessible à tous grâce au soutien du fonds de dotation EDIS, organisme d’intérêt général dont la vocation est de soutenir les pratiques artistiques émergentes et de permettre leur accès à un public large et diversifié. Créé en 2012 à l’initiative de Régis Roquette, un philanthrope passionné par l’art, EDIS collecte les fonds nécessaires au fonctionnement et à la programmation du Grenier à sel, dont le modèle économique atypique allie la gratuité des expositions à un financement reposant presque exclusivement sur le mécénat.
Au programme : des expositions, des performances, des lives, des rencontres, des résidences, des spectacles et des ateliers…
Ce lieu culturel fait également partie des différents lieux de spectacles du Festival d'Avignon, et propose aussi la privatisation de ses espaces prestigieux pour des évènements publics ou privés.